# Le Fou de guerre
Pour plus de détails, voir Fiche technique et Distribution.
Le Fou de guerre (Scemo di guerra) est un film italo-français réalisé par Dino Risi, sorti en 1985. Le film s'inspire des journaux intimes de Mario Tobino Le désert de Libye.

## Synopsis
Au début de la Seconde Guerre mondiale, un jeune psychiatre italien, Marcello Lupi (Beppe Grillo), est mobilisé et affecté dans le désert libyen à une antenne médicale. Intrigué par le comportement erratique et immature du  commandant en second, le capitaine Oscar Pilli (Coluche), il se rend rapidement compte que ce dernier souffre d'un déséquilibre mental. Jugeant Pilli dangereux pour le personnel du camp, Lupi tente de le faire écarter du commandement. Mais Pilli, qui se présente comme un ami du maréchal Graziani, s'avère inamovible et fait de Lupi son souffre-douleur. Peu à peu, cependant, une certaine sympathie naît entre les deux hommes, Lupi éprouvant de la compassion pour Pilli. Un jour, l'inconscience de ce dernier provoque un drame.

## Fiche technique
- Titre : Le Fou de guerre
- Titre original : Scemo di guerra
- Réalisation : Dino Risi
- Scénario : Agenore Incrocci & Furio Scarpelli, d'après le roman Il deserto della Libia de Mario Tobino, adaptation française de Claude Berri, Anne Dutter, Georges Dutter et Simon Mizrahi
- Musique : Guido de Angelis & Maurizio de Angelis
- Photographie : Giorgio Di Battista
- Montage : Alberto Gallitti & Arlette Langmann
- Production : Pio Angelotti, Claude Berri & Adriano de Micheli
- Sociétés de production : Dean Film & Films A2
- Société de distribution : AMLF
- Pays :  Italie,  France
- Langue : Italien
- Genre : comédie dramatique, guerre
- Durée : 108 min
- Date de sortie en salles : 
  - France : 18 mai 1985 au Festival de Cannes et sortie nationale le 22 mai 1985

## Distribution
- Coluche (VF : lui-même) : le capitaine Oscar Pilli
- Beppe Grillo (VF : Pierre Arditi) : le sous-lieutenant Marcello Lupi
- Fabio Testi (VF : Jean Barney) : le lieutenant Boda
- Bernard Blier (VF : lui-même) : le major Belucci
- Franco Diogene (VF : Mario Santini) : le capitaine Nitti
- Claudio Bisio (VF : Vincent Violette) : le lieutenant Pintus
- Gianni Franco (VF : Jean-Luc Kayser) : le lieutenant Cerioni
- Sandro Ghiani (VF : Patrick Préjean) : le soldat Puddu Efizio
- Tiziana Altieri : Fatma, l'épouse d'Ahmed[1]
- Nicola Morelli : le colonel Morelli
- Guido Nicheli : le capitaine Rossi
- Alessandra Vazzoler (VF : Jacqueline Cohen) : Lola
- Geoffrey Copleston : le commandant allemand
- Antonella di Marco : Fatma, une autre prostituée[2]

## Autour du film
- Le film, dont l'action se déroule pour l'essentiel à Sorman en Libye - à l'époque colonie italienne - a été tourné en Tunisie, dans la région de Sfax ainsi qu'en Italie en studio, entre juin et août 1984. C'est le dernier long métrage où Coluche aura un rôle principal, et auquel il participa.
- Le Fou de guerre a pour particularité de réunir à l'écran Coluche et Beppe Grillo, deux humoristes qui se sont — à des époques et dans des contextes très différents — engagés en politique, ce qui vaut à ce dernier le surnom de « Coluche italien »[3]. Pendant le tournage, les deux comédiens ne parlaient pas du tout de politique, mais plutôt de l'approche de leur personnage respectif pour le bien du film.
- Pendant les pauses du tournages du film, Coluche et Beppe Grillo s'amusaient à se parler en alternant les langues françaises et italiennes, les deux comédiens étant parfaitement bilingues français/italien, au grand amusement du réalisateur Dino Risi, et de l'équipe du film.
- À l'origine, le film devait être tourné en Libye, pays où il était censé se dérouler. Mais à l'époque, la Libye était dirigée par le colonel Kadhafi, et même si le film était un pamphlet qui dénonçait en partie le colonialisme italien en Libye, quelque quarante ans auparavant, le régime libyen refusa que le film soit tourné sur son territoire. À l'époque, la Libye était en fortes tensions avec les Américains, qui bombardèrent Tripoli. La Tunisie sera finalement choisie par Dino Risi.
- Le film est tourné en italien. Coluche, d'origine italienne, disait ses répliques avec un léger accent français. Bernard Blier prononçait ses répliques en italien avec un fort accent français. L'acteur était habitué aux tournages en Italie.
- Ce film est, après Tchao Pantin, l'occasion d'un deuxième rôle dramatique pour Coluche ; il s'agit en outre de la dernière apparition au cinéma de ce dernier.